# Hultsfredsfestivalen 1988
Hultsfredsfestivalen 1988 var en musikfestival som ägde rum i Folkets park, Hultsfred, 12-13 augusti 1988. Biljetterna kostade 250 kr (+ avgift) vid förköp och 300 kr vid entrén. Festivalen var den tredje Hultsfredsfestivalen.
Festivalen hade 12 500 besökare. Detta gjorde att festivalen gick med vinst och att minusresultatet från året innan kunde åtgärdas.
Festivalen hade 1988 fyra scener: Hawaii, Teaterladan, Stora dans och Alternativscenen. Detta var lika många som året innan, men Hawaiiscenen hade nu ersatt Stora scenen och Alternativscenen hade ersatt Glädjetåget.
Två band ställde in 1988: Pop Will Eat Itself och The Creeps.

## Medverkande artister
Om inget annat anges kommer artisterna från Sverige.

### Hawaiiscenen
- Big Country (Storbritannien)
- Joe Strummer & the Latino Rockabilly War (Storbritannien)
- Hunters & Collectors (Australien)
- Kurt Olsson & Damorkestern
- Thomas Di Leva
- Lolita Pop
- Tone Norum (skulle ha uppträtt tillsammans med Tommy Nilsson som inte kom)
- Eldkvarn (skulle ha haft gäster men dessa kom inte)
- RP Brass Band

### Teaterladan
- Screaming Blue Messiahs (Storbritannien)
- The Inmates (Storbritannien)
- Nitzer Ebb (Storbritannien)
- All That Jazz
- Blue for Two
- Sator
- Motherlode
- Stonefunkers

### Stora dans
- Mercury Motors (Norge)
- Electric Blue Peggy Sue & the Revolutionions from Mars (Finland)
- The Tide (Danmark)
- Dolkows
- Dr. Yogami
- Blue Crow Men
- Kalle Baah
- Jivin' Jake & the Wilcats
- South City Review
- Harald
- One Corner
- Soul Patrol
- Athletic Arabs
- Squareheads
- Legendary Lovers
- Mary's Operation
- Crompojkarna
- Happydeadmen
- Whipped Cream & Other Delights
- The Jollys
- Raped Teenagers
- Strebers
- Raving Mad
- Sumission
- The Catholic Disaster

### Alternativscenen
- YM Stammen (Norge)
- Traste Lindéns Kvintett
- Bullangas (Chile)
- Ove Haugen & Birdbrains
- Teater Sputnik & Galago
- Ali Ben Hassan
- Bruno K. Öijer
- Lukas Moodysson
- De båda
- Roland Vila
- Erkki Lappalainen
- Håkan Sandell
- Sitting Targets (Nederländerna)
- Dragspelsklubben